# Agnieszka Pilaszewska
Agnieszka Anna Pilaszewska-Maciejewska (ur. 19 marca 1965 w Puławach) – polska aktorka teatralna i filmowa, autorka scenariuszy.

## Życiorys
Jako aktorka zadebiutowała w 1986 w Teatrze Ateneum im. Stefana Jaracza spektaklem Przeklęte tango. W 1987 ukończyła z wyróżnieniem warszawską PWST. Współpracowała m.in. z reżyserami: Gustawem Holoubkiem, Wojciechem Młynarskim, Barbarą Borys-Damięcką czy Maciejem Englertem. W 2002 otrzymała nagrodę aktorską za rolę Barbary w spektaklu Miś Kolabo w reżyserii Ryszarda Bugajskiego, a rok później Grand Prix za spektakl wyreżyserowany przez Agnieszkę Glińską Czwarta siostra na Festiwalu Teatru Polskiego Radia i Teatru Telewizji Polskiej „Dwa Teatry” w Sopocie. Od 2005 jest aktorką Teatru Współczesnego w Warszawie. Była nominowana do Feliksa Warszawskiego w sezonie 2011/2012 w kategorii „Najlepsza rola drugoplanowa” za rolę Tadrachowej w Moralności pani Dulskiej w reżyserii Agnieszki Glińskiej.
Telewidzom znana jest przede wszystkim z roli Aliny w Miodowych latach, ale też Jadwigi Górki w Barwach szczęścia i patolog Olgi Seifert w Glinie. Jest autorką scenariusza do serialu TVN Przepis na życie i współtworzyła scenariusz do serialu AXN Ultraviolet. W latach 2018–2021 grała postać dr Barbary Wilczewskiej w serialu Na dobre i na złe w TVP2. W 2025 dołączyła do obsady serialu Polsatu Teściowie, w którym wciela się w postać Marysi.
Stworzyła wiele ról dubbingowych, w tym rolę Esmeraldy w bajce Disneya Dzwonnik z Notre Dame. Podkładała też głos do Rity Skeeter, jednej z postaci w filmach o Harrym Potterze.

## Życie prywatne
Jej mężem jest scenarzysta Maciej Maciejewski. Ma córkę Kornelię, która również jest aktorką.

## Filmografia
Filmy i seriale
| Rok       | Tytuł                               | Rola                                                                 | Uwagi |
| --------- | ----------------------------------- | -------------------------------------------------------------------- | --- |
| 1989      | Tylko Manhattan                     | (polski dubbing)                                                     | serial telewizyjny, reżyseria dubbingu: Zofia Dybowska-Aleksandrowicz                                                      |
| 1989      | Kawalerki. Chwila                   | Anna Stasiak                                                         | film obyczajowy, reżyseria: Waldemar Śmigasiewicz                                                                          |
| 1990      | Bajarz                              | żona Bajarza / królewicz (odcinek: 4, polski dubbing)                | serial telewizyjny, reżyseria dubbingu: Henryka Biedrzycka                                                                 |
| 1991      | Bonne chance, Frenchie              | Lily                                                                 | serial telewizyjny, reżyseria: Alain Bonnot                                                                                |
| 1991      | Ulisses 31                          | Nanette (odcinek: 22, polski dubbing)                                | Andrzej Kowal |
| 1992–1994 | Super Baloo                         | Rebeka Inkasoo (polski dubbing)                                      | serial animowany, reżyseria dubbingu: Henryka Biedrzycka, Elżbieta Jeżewska                                                |
| 1993      | Czterdziestolatek. 20 lat później   | Ewa (odcinek: 10)                                                    | serial telewizyjny, reżyseria: Jerzy Gruza                                                                                 |
| 1993      | Straszny sen Dzidziusia Górkiewicza | sekretarka burmistrza                                                | film komediowy, reżyseria: Kazimierz Kutz                                                                                  |
| 1993      | Pożegnanie z Marią                  | blondyna                                                             | film dramatyczny, reżyseria: Filip Zylber                                                                                  |
| 1994      | Polska śmierć                       | Marta Melk                                                           | film sensacyjny, reżyseria: Waldemar Krzystek                                                                              |
| 1994      | Wrony                               | matka Piotrusia                                                      | film psychologiczny, reżyseria: Dorota Kędzierzawska                                                                       |
| 1995      | Sukces...                           | dziennikarka Agnieszka Darzbóg z „Głosu kieleckiego” (odcinki: 8-9)  | serial telewizyjny, reżyseria: Krzysztof Gruber                                                                            |
| 1995      | Daleko od siebie                    | lekarka na komisariacie                                              | film obyczajowy, reżyseria: Feliks Falk                                                                                    |
| 1996      | Dzieci i ryby                       | przyjaciółka Anny na przyjęciu panieńskim                            | film komediowy, reżyseria: Jacek Bromski                                                                                   |
| 1996      | Dzwonnik z Notre Dame               | Esmeralda (polski dubbing)                                           | film animowany, reżyseria dubbingu: Elżbieta Jeżewska                                                                      |
| 1997      | Musisz żyć                          | policjantka                                                          | film dramatyczny, reżyseria: Konrad Szołajski                                                                              |
| 1997      | Kosmiczny mecz                      | Juanita Jordan (polski dubbing)                                      | film komediowy, reżyseria dubbingu: Elżbieta Jeżewska                                                                      |
| 1998–2001 | Miodowe lata                        | Alina Krawczyk (odcinki: 1-63, 65-74, 76-93)                         | serial telewizyjny, reżyseria: Maciej Wojtyszko, Maciej Strzembosz, Agnieszka Glińska, Marcin Sosnowski, Wojciech Adamczyk |
| 1998      | Opowieści kucyków                   | Łatka (polski dubbing)                                               | serial animowany, reżyseria dubbingu: Miriam Aleksandrowicz                                                                |
| 1999      | Wszystkie pieniądze świata          | Rysia                                                                | serial telewizyjny, reżyseria: Andrzej Kotkowski                                                                           |
| 1999      | Tygrysy Europy                      | Basia, sekretarka Nowaka                                             | serial telewizyjny, reżyseria: Jerzy Gruza, Adam Iwiński                                                                   |
| 2001      | W pustyni i w puszczy               | pani Olivier                                                         | serial telewizyjny, reżyseria: Gavin Hood                                                                                  |
| 2001      | W pustyni i w puszczy               | pani Olivier                                                         | film przygodowy, reżyseria: Gavin Hood                                                                                     |
| 2002      | Na dobre i na złe                   | Dobrochna Kościelska (odcinki: 107, 109, 112-113, 118, 123, 126-127) | serial telewizyjny, reżyseria: Maciej Dejczer, Teresa Kotlarczyk                                                           |
| 2003–2008 | Glina                               | patolog Olga Seifert                                                 | serial telewizyjny, reżyseria: Władysław Pasikowski                                                                        |
| 2003–2004 | Pupilek                             | Mary Helperman (polski dubbing)                                      | serial animowany, reżyseria dubbingu: Waldemar Modestowicz, Cezary Morawski                                                |
| 2004      | Sublokatorzy                        | kobieta z Komisji Kontroli Biur Poselskich (odcinek: 2)              | serial telewizyjny, reżyseria: Anna Hałasińska                                                                             |
| 2004      | Stacyjka                            | Krystyna, matka Huby (odcinki: 1, 3-4, 6, 8-10)                      | serial telewizyjny, reżyseria: Radosław Piwowarski                                                                         |
| 2004      | Iniemamocni                         | pani senator (polski dubbing)                                        | film animowany, reżyseria dubbingu: Waldemar Modestowicz                                                                   |
| 2005      | Harry Potter i Czara Ognia          | Rita Skeeter (polski dubbing)                                        | film fantasy, reżyseria dubbingu: Agnieszka Matysiak                                                                       |
| 2005      | Garbi: super bryka                  | Sally (polski dubbing)                                               | film animowany, reżyseria dubbingu: Agnieszka Matysiak                                                                     |
| 2006      | Mrok                                | żona Lipskiego (odcinek: 3)                                          | serial telewizyjny, reżyseria: Jacek Borcuch                                                                               |
| 2006      | Kryminalni                          | Joanna Auguścik (odcinek: 46)                                        | serial telewizyjny, reżyseria: Patryk Vega                                                                                 |
| 2006      | Ja wam pokażę!                      | Ula                                                                  | komedia romantyczna, reżyseria: Denis Delić                                                                                |
| 2006      | Strajk                              | głos Agnieszki Kowalskiej-Walczak                                    | film dramatyczny, reżyseria: Volker Schlöndorff                                                                            |
| 2007–2010 | Barwy szczęścia                     | Jadwiga Górka (odcinki: 1-420)                                       | serial telewizyjny, reżyseria: różni                                                                                       |
| 2008      | Mała wielka miłość                  | Aldona Malczyk                                                       | komedia romantyczna, reżyseria: Łukasz Karwowski                                                                           |
| 2008      | Mała wielka miłość                  | Aldona Malczyk                                                       | serial telewizyjny, reżyseria: Łukasz Karwowski                                                                            |
| 2010      | Duch w dom                          | Beata                                                                | serial telewizyjny, reżyseria: Maciej Dutkiewicz, Michał Kwieciński                                                        |
| 2010      | Czas honoru                         | ciocia Wiesia (odcinki: 38-39)                                       | serial telewizyjny, reżyseria: Waldemar Krzystek                                                                           |
| 2011      | Przepis na życie                    | ciężarna Maciejewska (odcinek: 4)                                    | serial telewizyjny, reżyseria: Michał Rogalski                                                                             |
| 2014      | Sama słodycz                        | Cynthia (głos)                                                       | serial telewizyjny, reżyseria: Michał Rogalski, Agnieszka Pilaszewska, Jan Hryniak                                         |
| 2016      | O mnie się nie martw                | Lucyna Gajewska (odcinki: 56-59, 64-65)                              | serial telewizyjny, reżyseria: Maciej Bochniak, Filip Zylber                                                               |
| 2017–2018 | Ucho Prezesa                        | premier Beata (odcinki: 9, 14, 21, 32, 37)                           | serial internetowy, reżyseria: Tadeusz Śliwa                                                                               |
| 2018      | Za marzenia                         | kierowca autobusu (odcinek: 12)                                      | serial telewizyjny, reżyseria: Olga Chajdas                                                                                |
| 2018      | Plan B                              | Sekretarka Wanda                                                     | film fabularny, komediodramat, reżyseria: Kinga Dębska                                                                     |
| 2018–2020 | Na dobre i na złe                   | dr Barbara Wilczewska                                                | serial telewizyjny, reżyseria: różni                                                                                       |
| 2019      | Szóstka                             | dr Iwona Malewicz                                                    | serial telewizyjny, reżyseria: Kinga Dębska                                                                                |
| 2020      | The Eddy                            | Kinga, matka Mai (odc. 5)                                            | serial wyprodukowany przez Netflix, reżyseria: Laïla Marrakchi                                                             |
| 2021      | Odwilż                              | Mirosława Janas                                                      | serial telewizyjny, reżyseria: Xawery Żuławski                                                                             |
| od 2025   | Teściowie                           | Marysia                                                              | serial telewizyjny, reżyseria: Grzegorz Kuczeriszka                                                                        |

Źródło:.

### Scenariusze
- 2011–2013: Przepis na życie
- 2014: Sama słodycz
- 2017: Ultraviolet (odc. 4, 8)
- 2021: To musi być miłość[3]
- 2022: Gry rodzinne

## Teatr

### Teatr AteneumwWarszawie
| Rok  | Tytuł i reżyseria                                                                     | Rola                  |
| ---- | ------------------------------------------------------------------------------------- | --------------------- |
| 1986 | Przeklęte tango reż. Lena Szurmiej                                                    | Klarita               |
| 1987 | Garaż reż. Janusz Warmiński                                                           | Sekretarka zarządu    |
| 1987 | Lato, reż. Aleksandra Śląska                                                          | Maja                  |
| 1988 | Kabaret Kici Koci, reż. Tadeusz Słobodzianek                                          | Stresa                |
| 1988 | Madame de Sade, reż. Aleksandra Śląska                                                | Hrabina de Saint-Fond |
| 1989 | Paweł Pierwszy, reż. Krzysztof Zaleski                                                | Księżna Elżbieta      |
| 1989 | Burzliwe życie Lejzorka, reż. Maciej Wojtyszko, Waldemar Śmigasiewicz                 | Osoba liryczna        |
| 1989 | Mała apokalipsa, reż. Krzysztof Zaleski                                               | –                     |
| 1991 | Tuwim kabaret, reż Jan Kamieński                                                      | –                     |
| 1992 | Mein Kampf – George Tabori, reż Robert Gliński                                        | Pani Tod              |
| 1993 | Dymny.Piosenki, wiersze i wymyślania, reż. Maciej Wojtyszko                           | –                     |
| 1994 | Opera za trzy grosze, reż. Krzysztof Zaleski                                          | Lucy                  |
| 1995 | Boy, reż. Waldemar Śmigasiewicz                                                       | –                     |
| 1995 | Za i przeciw, reż. Janusz Warmiński                                                   | Tamara Sachs          |
| 1997 | Criminale tango, reż. Wojciech Młynarski (gościnnie Teatr Rampa na Targówku Warszawa) | –                     |
| 1998 | Opowieści lasku wiedeńskiego, reż. Agnieszka Glińska                                  | Waleria               |
| 1998 | Tak daleko, tak blisko, reż. Krzysztof Zaleski                                        | –                     |

### Teatr DramatycznywWarszawie
| Rok  | Tytuł i reżyseria                                   | Rola        |
| ---- | --------------------------------------------------- | ----------- |
| 2002 | Pamięć wody, reż. Agnieszka Glińska                 | Teresa      |
| 2002 | Morderstwo, reż. Piotr Cieślak                      | Chór kobiet |
| 2003 | Obsługiwałem angielskiego króla, reż. Piotr Cieślak | Rajska      |

### Teatr WspółczesnywWarszawie
| Rok  | Tytuł i reżyseria                               | Rola                                       |
| ---- | ----------------------------------------------- | ------------------------------------------ |
| 2005 | Transfer, reż. Maciej Englert                   | Żona Curikowa                              |
| 2005 | Napis, reż. Maciej Englert                      | Pani Cholley                               |
| 2006 | Udając ofiarę, reż. Maciej Englert              | Matka                                      |
| 2011 | Moralność pani Dulskiej, reż. Agnieszka Glińska | Tadrachowa                                 |
| 2013 | Posprzątane, reż. Bożena Suchocka               | Lane                                       |
| 2014 | Taniec albatrosa, reż. Maciej Englert           | Françoise                                  |
| 2015 | Niepoprawni (Fantazy), reż. Maciej Englert      | Hrabina Respektowa                         |
| 2016 | Lepiej już było, reż. Wojciech Adamczyk         | Gladys/Symmington-Bukovitch/Sędzina Julius |

### Teatr Telewizji
| Rok  | Tytuł i reżyseria                                                                 | Rola               |
| ---- | --------------------------------------------------------------------------------- | ------------------ |
| 1988 | Głupi Jakub, reż. Michał Kwieciński                                               | Hanna              |
| 1988 | Królowa przedmieścia, reż. Barbara Borys-Damięcka                                 | Kaśka              |
| 1989 | Wielki Peeperkorn, reż. Tomasz Zygadło                                            | Marusia            |
| 1990 | Mandat, reż. Olga Lipińska                                                        | Siostra Gulaczkina |
| 1990 | Poskromienie złośnicy, reż. Michał Kwieciński                                     | Bianka             |
| 1990 | Wielka księżna i chłopiec, reż. Edward Dziewoński                                 | Henrietta          |
| 1990 | Wyspa króla snu, Artur Barciś                                                     | Belsamina          |
| 1990 | Kariera Alfa Omegi, reż. Barbara Borys-Damięcka                                   | –                  |
| 1991 | Milusińscy, reż. Barbara Borys-Damięcka                                           | –                  |
| 1992 | Scena rodzinna, reż. Edward Dziewoński                                            | Paulina            |
| 1992 | Cieszymy się życiem, reż. Edward Dziewoński                                       | Rheba              |
| 1992 | Burzliwe życie Lejzorka Rojtszwańca, reż. Maciej Wojtyszko, Waldemar Śmigasiewicz | Osoba liryczna     |
| 1993 | O żonach dobrych i złych, reż. Barbara Borys-Damięcka                             | Stefa              |
| 1993 | Hotel pod poległym alpinistą, reż. Michał Kwieciński                              | Kaisa              |
| 1993 | Mein Kampf – George Tabori, reż. Robert Gliński                                   | Pani Tod           |
| 1994 | Viva Espana, reż. Michał Kwieciński                                               | Sally              |
| 1994 | Strzały u Cyrana, reż. Filip Zylber                                               | Jean Adrian        |
| 1994 | Złoty chłopak, reż. Maciej Dejczer                                                | Anna               |
| 1996 | Boso, ale w ostrogach, reż. B.Borys-Damięcka                                      | Basia              |
| 1996 | Madame Moliere (Molierówna), reż. Waldemar Śmigasiewicz                           | Pani de Brie       |
| 1996 | Zdrapka, reż. Barbara Borys-Damięcka                                              | Dziewczyna         |
| 1997 | Ciężkie czasy, reż. Barbara Borys-Damięcka                                        | Natalka            |
| 1997 | Panna Maliczewska, reż. Gustaw Holoubek                                           | Panna Maliczewska  |
| 1997 | Komedia sytuacyjna, reż. Anna Minkiewicz                                          | Beryl Grey         |
| 1998 | Wniebowstąpienie, reż. Roland Rowiński                                            | Ludwika            |
| 1998 | Książę Chochlik, reż. Roland Rowiński                                             | Królowa            |
| 2001 | Miś Kolabo, reż. Ryszard Bugajski                                                 | Barbara            |
| 2003 | Czwarta siostra, reż. Agnieszka Glińska                                           | Wiera              |

### Teatr Polskiego Radia
| Rok  | Tytuł i reżyseria                                                   | Rola                                                              |
| ---- | ------------------------------------------------------------------- | ----------------------------------------------------------------- |
| 1989 | Ferdydurke, reż. Janusz Kukuła                                      | Pensjonarka                                                       |
| 1989 | Telefon zaufania, reż Andrzej Pruski                                | –                                                                 |
| 1989 | Serdecznie pozdrawia Lucyfer, reż. Dobrosława Bałazy                | Merete                                                            |
| 1989 | Koniec rozdziału, reż. Zdzisław Dąbrowski                           | Klara Corven (odc. 1, 13–19)                                      |
| 1989 | Małe kłamstwa, reż. Dobrosława Bałazy                               | –                                                                 |
| 1990 | Gaz skazańców                                                       | –                                                                 |
| 1990 | Zbawienie Forsyte’a, reż. Andrzej Zakrzewski                        | –                                                                 |
| 1992 | Tessa d’Urberville, reż. Jan Warenycia                              | –                                                                 |
| 1992 | Pantofelek, reż. Janusz Kukuła                                      | Ekspedientka                                                      |
| 1992 | Rękopis znaleziony w Saragossie, reż. Janusz Kukuła6                | Zibelda/Inezilla/Cyganka II/ Młodzieniec II                       |
| 1992 | Według słońca, reż. Paweł Pochwała                                  | Ryska                                                             |
| 1992 | Strzelanina u Cyrano, reż. Bogdan Augustyniak                       | Jane Adrian                                                       |
| 1992 | Jubilate, reż. Janusz Kukuła                                        | Sylwia                                                            |
| 1993 | Drzewo, reż. Janusz Kukuła                                          | Panna Beatka                                                      |
| 1993 | Dziedzictwo, reż. Jan Warenycia                                     | Karolina Trafford                                                 |
| 1994 | Nareszcie bal, reż. Janusz Kukuła                                   | Księżniczka                                                       |
| 1994 | Sobota, niedziela i poniedziałek, reż. Waldemar Modestowicz         | Maria Carolina                                                    |
| 1994 | Świadkowie, albo nasza mała stabilizacja, reż. Andrzej Zakrzewski   | Ona                                                               |
| 1994 | Katedra Marii Panny w Paryżu, reż. Janusz Kukuła                    | Esmeralda                                                         |
| 1994 | Piorun, reż. Andrzej Jarski                                         | Helena Radolin                                                    |
| 1995 | Pierścień wielkiej damy, reż. Janusz Kukuła                         | Magdalena Tomir                                                   |
| 1995 | Zły, reż. Janusz Kukuła                                             | Marta Majewska                                                    |
| 1996 | Ożenek. Zdarzenie całkiem niewiarygodne, reż. Aleksander Ponomariow | Agafia Tichonowna                                                 |
| 1996 | Skiz, reż. Andrzej Zakrzewski                                       | Muszka                                                            |
| 1996 | Rosmersholm, reż. Janusz Kukuła                                     | Rebeka West                                                       |
| 1996 | Ogniem i mieczem, reż. Janusz Kukuła                                | Helena (odc. 11,12,14,15,17,18,21,22,51-60,85-88,123-125,140,141) |
| 1996 | Siedem dalekich rejsów, reż. Jan Warenycia                          | Ewa Kniaziołęcka                                                  |
| 1996 | Fałszerze, reż. Jan Warenycia                                       | –                                                                 |
| 1996 | Don Juan, reż. Marek Obertyn                                        | Donna Elwira                                                      |
| 1996 | Gra w kopciuszka, reż. Wojciech Markiewicz                          | Pierwsza córka gospodyni                                          |
| 1996 | Pisanie życiorysu, reż. Janusz Kukuła                               | –                                                                 |
| 1997 | Dobra nowina, reż. Janusz Kukuła                                    | Panna Celinka                                                     |
| 1997 | Baby pruskie, reż. Sylwester Woroniecki                             | Wnuczka                                                           |
| 1997 | Nie-Boska komedia, reż. Paweł Łysak                                 | Żona                                                              |
| 1997 | Dożywocie, reż. Janusz Kukuła                                       | –                                                                 |
| 1997 | Psi grosz, reż. Janusz Kukuła                                       | Kamila                                                            |
| 1997 | Przeklęta Wenecja, reż. Andrzej Zakrzewski                          | Elza Fryze                                                        |
| 1998 | Mała apokalipsa, reż. Jerzy Markuszewski                            | Halinka                                                           |
| 1998 | Fircyk w zalotach, reż. Janusz Kukuła                               | Podstolina                                                        |
| 1998 | Pernambuco, reż. Andrzej Zakrzewski                                 | Pani King                                                         |
| 1999 | Dom bez klamek, reż. Wojciech Markiewicz                            | Wera                                                              |
| 1999 | Spiskowa teoria dziejów, reż. Marcin Wolski                         | –                                                                 |
| 2002 | Lombard pod Apokalipsą, Janusz Kukuła                               | Ewa                                                               |
| 2002 | Ferdydurke, reż. Waldemar Modestowicz                               | Młodziakowa (odc. 10, 12-15)                                      |
| 2003 | Cyrano de Bergerac, reż. Krzysztof Zaleski                          | –                                                                 |
| 2004 | Nocne ptaszki, reż. Janusz Kukuła                                   | Pani Wanda                                                        |
| 2004 | Krew z krwi, reż. Jan Warenycia                                     | Matylda                                                           |
| 2004 | Szafa, reż. Dobrosława Bałazy                                       | Elżbieta                                                          |
| 2004 | Pusty dom, reż. Dobrosława Bałazy                                   | Kobieta z kasety video                                            |
| 2005 | Obca cywilizacja, reż. Jan Warenycia                                | Mama (odc. 1-4)                                                   |
| 2005 | Niezupełnie śpiąca królewna, reż. Jan Warenycia                     | Małgoś/Śpiąca Królewna                                            |
| 2006 | Kabaret Pech (cz. 1), reż. Andrzej Zaorski                          | –                                                                 |
| 2006 | Raj na ziemi, reż. Jan Warenycia                                    | Mariola Zołza                                                     |
| 2010 | Zbrodnia i kara, reż. Dobrosława Bałazy                             | Żona Gorbuszkina                                                  |
| 2010 | Czwarta siostra, reż. Henryk Rozen                                  | Akulina Iwanowna                                                  |

## Nagrody
- 1999: Nominacja do nagrody Telekamery Tele Tygodnia (II miejsce)
- 2002: Nagroda aktorska Miś Kolabo Sopot (Festiwal Teatru Polskiego Radia i Teatru Telewizji Polskiej „Dwa Teatry”)
- 2003: Grand Prix CZWARTA SIOSTRA Sopot (Festiwal Teatru Polskiego Radia i Teatru Telewizji Polskiej „Dwa Teatry”)
- 2012: Nominacja do Feliksa Warszawskiego w sezonie 2011/2012 w kategorii „Najlepsza drugoplanowa rola żeńska” za rolę Tadrachowej w Moralności Pani Dulskiej